# Ivica Vidović (trener)
Ivica Vidović (Sisak, 28. srpnja 1957.), bivši je hrvatski nogometaš i sadašnji trener. 

## Igračka karijera
Kao igrač, igrao je u sisačkim klubovima Segesti i Metalcu, te nešto malo u zagrebačkome Dinamu, ali zbog obveza na fakultetu nije došlo do ozbiljnog angažmana.

## Trenerska karijera
Trenirao je Segestu dvije sezone u 1. HNL, 1996. i 1997. godine i s njom stigao do završnice tadašnjeg Inter-toto kupa, prvi i trenutačno jedini hrvatski trener koji je igrao završnicu nekog europskog kupa s klubom iz Hrvatske od njene neovinosti. Trenirao je klub iz sisačkog predgrađa Topolovca, NK TŠK Topolovac u 1. HNL u koju ih je i uveo. U drugoj ligi još je vodio Segestu – u dva navrata, porečki Jadran, Posavinu i ivanićgradskog Naftaša.
U 3. HNL vodio je NK Moslavinu, NK Metalca, NK Jadrana, NK Udarnika i Segestu koju je tada i uveo u 2. HNL te Višnjana. U 4. HNL vodio je petrinjsku Mladost i sisačkog Frankopana. 2011. godine postao je trenerom NK Lekenika a prije dolaska u Lekenik, obnašao je dužnost voditelja omladinskog pogona i trenera juniora u sisačkoj Segesti, dužnosti kojoj se vratio nakon angažmana u Lekeniku. Trenutačno šef je škole nogometa u HNK Segesti.

### Najveći uspjeh u karijeri
Kao trener HNK Segeste vodio je momčad 1996. godine u europskom natjecanju zvanim Inter-toto kup. Te godine Segesta je ostvarila svoj najveći uspjeh pod njegovim vodstvom, igravši u završnici s danskom momčadi Silkeborg IF. U dvije utakmice rezultatima 2:1 doma i 0:1 u gostima nije osvojila naslov zbog lošije razlike pogodaka. Ivica Vidović je vodio HNK Segestu  na putu do završnice vodio preko renomiranih protivnika Orgryte IS Goteborg, Hapoel Tel-Aviv FC, Stade Rennais FC, FC Luzern, Orebro SK. 
Ovaj uspjeh HNK Segeste je prva i do danas jedina završnica nekog hrvatskog kluba u nekom od europskih nogometnih klupskih natjecanja, od samostalnosti Republike Hrvatske. Ivicu Vidovića ovaj uspjeh svrstava u rang trenera koji su obilježili rezultate koji će ostati u povijesti hrvatskog nogometa.

## Vanjske poveznice
- (engl.) Ivica Vidović na transfermarkt.com